# Epidendrum siphonosepaloides
Epidendrum siphonosepaloides är en orkidéart som beskrevs av Tamotsu Hashimoto. Epidendrum siphonosepaloides ingår i släktet Epidendrum och familjen orkidéer.
Artens utbredningsområde är Peru. Inga underarter finns listade i Catalogue of Life.